# Ouško (list)

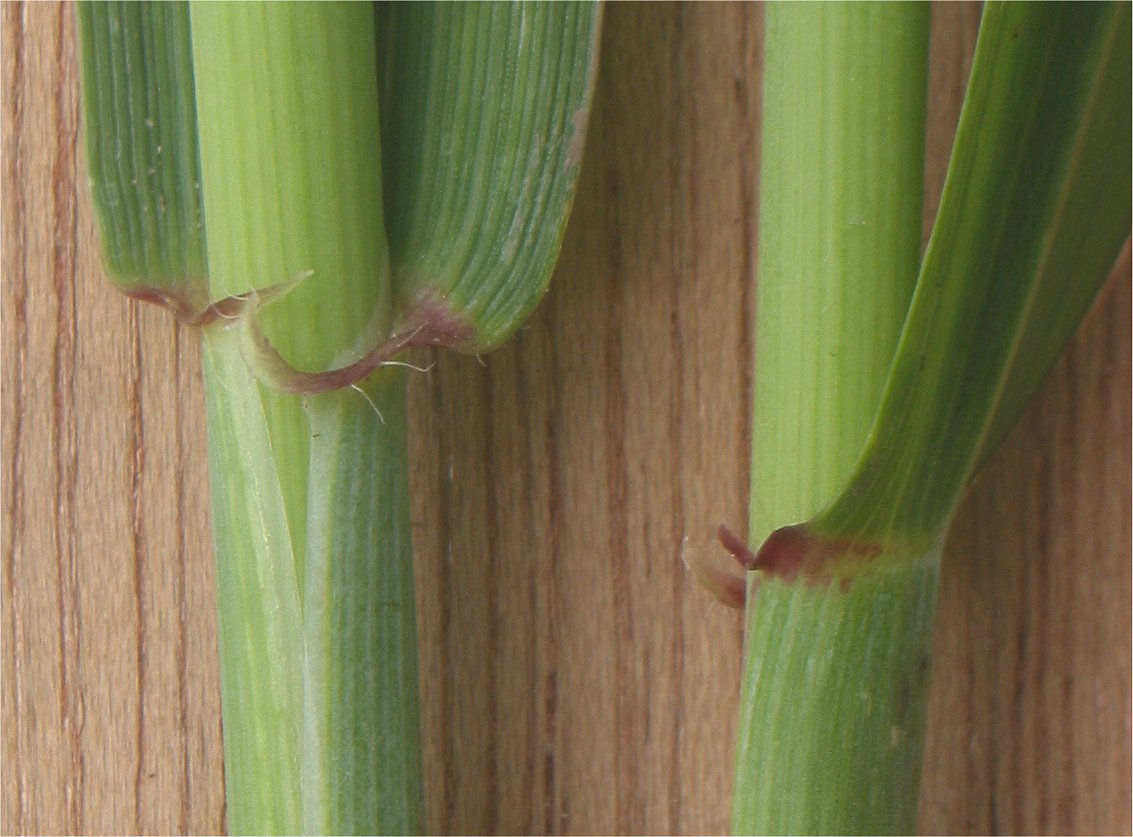
Nahnědlá ouška u pšenice

Ouško (auricula), také Poševní ouško, je blanitý párovitý výrůstek objímající alespoň částečně stéblo vyskytující se u některých trav. Nachází se na přechodu pochvy a čepele listu, případně řapíku. U některých druhů je po obvodu ochlupaceno. 
Ouško může vznikat z listové čepele, řapíku nebo listové pochvy. Je významným morfologickým znakem při taxonomickém určování.